# Галерија грбова Јерменије
Галерија грбова Јерменије обухвата актуелни грб Републике Јерменије, историјске грбове ове земље, као и грбове административних региона и државних агенција.

## Актуелни грб Јерменије
- Грб
 Републике Јерменије 
 (1992-данас)

## Историјски грбови Јерменије
- Грб
 ДР Јерменије 
 (1918–1920)
- Грб
 Јерменске ССР 
 (1920–1922)
- Грб
 Закавкаске СФСР 
 (1922–1936)
- Грб
 Јерменске ССР 
 (1936–1991)